# Итуэта
Итуэта (порт. Itueta) — муниципалитет в Бразилии, входит в штат Минас-Жерайс. Составная часть мезорегиона Вали-ду-Риу-Доси. Входит в экономико-статистический микрорегион Айморес. Население составляет 5042 человека на 2006 год. Занимает площадь 454,918 км². Плотность населения — 11,1 чел./км².

## История
Город основан 27 декабря 1948 года. 

## Статистика
- Валовой внутренний продукт на 2003 год составляет 25 217 113,00 реалов (данные: Бразильский институт географии и статистики).
- Валовой внутренний продукт на душу населения на 2003 год составляет 4743,63 реалов (данные: Бразильский институт географии и статистики).
- Индекс развития человеческого потенциала на 2000 год составляет 0,704 (данные: Программа развития ООН).